# Next Flight
「Next Flight」（ネクスト・フライト）は、ぱすぽ☆の4thシングル。2012年6月13日にユニバーサルJから発売された。世界一周ロックの旅ぱすぽ☆エアライン3部作の第1弾「ぱすぽ☆meets LAメタル」である。

## 概要
レコーディング及びミュージック・ビデオ撮影はロサンゼルスにて行い、レコーディングには元ガンズ・アンド・ローゼズ、シンデレラのメンバーが参加した。PV撮影時は行きの飛行機が遅延したり、森詩織がパスポートを紛失したり、更には根岸愛が迷子になる等災難続きだったという。
それぞれ違う内容のDVD付の初回限定盤2形態と通常盤の3形態と、ユニバーサルミュージックストア限定盤（機内サービス盤9形態、特別チャーター便ライブチケット付きCD7形態）の計19形態でのリリース。
初回限定盤にはDVDの他に7月8日の日比谷野外音楽堂での「Next Flightフェス」招待パスポートが封入された。
ちなみにA（ファーストクラス盤）は1部、B（ビジネススラス盤）は2部のパスポートである。
通常盤（エコノミークラス盤）は初回プレス分のみ、メンバーキスマーク入り生写真が封入された。
機内サービス盤には握手券、特別チャーター便ライブチケット付きCDには東京・大阪・岐阜で開催される特別チャーター便のライブチケットが封入された。

## 販売形態
- ファーストクラス盤（UPCH-9756）、CD+DVD（Next Flight MV）
- ビジネスクラス盤（UPCH-9757）、CD+DVD（バスタブ MV）
- エコノミークラス盤（UPCH-5750）

### ユニバーサルミュージックストア限定発売
- 機内サービス盤(9種、PDCJ-1952〜60)
- 特別チャーター便チケット付き（7種、PDCJ-1940/44〜48/72）

## 収録曲

### 初回限定盤A
1. Next Flight [3:06]
作詞・作曲：Anders Wikstrom / Peter Mansson / Mats Levén 、日本語歌詞：ペンネとアラビアータ、編曲：Cobra Endo
2. バスタブ [5:04]
作詞・作曲：Anders Wikstrom / Jan Peter Borger 、日本語歌詞：ペンネとアラビアータ
3. Next Flight (Instrumental)
4. バスタブ（Instrumental）

DVD
1. Next Flight（Music Video）

### 初回限定盤B
1. Next Flight
2. バスタブ
3. Next Flight (Instrumental)
4. バスタブ（Instrumental）

DVD
1. バスタブ（Music Video）

### 通常盤
1. Next Flight
2. バスタブ
3. Next Flight (Instrumental)
4. バスタブ（Instrumental）

### 機内サービス盤
1. Next Flight
2. Pock☆Star
作詞：ペンネとアラビアータ、作曲：Tord Backstrom / Jan Nilsson、編曲：明石昌夫
3. Next Flight (Instrumental)
4. Pock☆Star（Instrumental）

### 特別チャーター便ライブチケット付きCD
1. Next Flight